# Vegas (Fernsehserie, 1978)
Vegas war eine US-amerikanische Krimiserie des Produzenten Aaron Spelling, die von 1978 bis 1981 vom Fernsehsender ABC ausgestrahlt wurde. In Deutschland wurde die Serie erstmals im August 1980 im ZDF ausgestrahlt.

## Handlung
Dan Tanna (Robert Urich) arbeitet in Las Vegas als Privatdetektiv. Sein Zuhause ist ein Lagergebäude, in dem er sich häuslich eingerichtet hat und das es ihm erlaubt, seinen mit einem der damals noch sehr seltenen Autotelefone ausgestatteten roten Ford Thunderbird im Wohnzimmer zu parken. Ihm zur Seite stehen sein stümperhafter Assistent Binzer (Bart Braverman), der sich als ehemaliger Kleinkrimineller hin und wieder doch als nützlich erweist, seine Sekretärin Beatrice (Phyllis Davis) sowie der Indianerhäuptling Harlon Twoleaf (Will Sampson). Einer seiner regelmäßigen Auftraggeber ist der Hotelbesitzer Philip Roth (Tony Curtis), mit dem er gut befreundet ist.

## Hauptfiguren

### Daniel „Dan“ Tanna
Daniel Tanna (Robert Urich) ist die Hauptfigur der Serie und Privatdetektiv in Las Vegas. Durch seine militärische Laufbahn und die Erfahrungen in Vietnam ist er ein guter Schütze und kennt sich gut mit Sprengstoffen aus. Einige Erlebnisse dieser Zeit holen ihn immer wieder ein und er hat noch einige alte Kameraden, die seine Freunde geblieben sind. Er ist nicht verheiratet und unterhält viele freundschaftliche Bindungen zu Frauen. Darüber hinaus ist er in der Stadt sehr bekannt und gefürchtet, da er als unbestechlich gilt. Er wohnt in einem umgebauten Lagerhaus des Desert Inn Hotels und kann daher seinen Wagen direkt neben dem Wohnzimmer parken. Im Pilotfilm ist dies eine gelb-schwarze Corvette C2, die, nachdem sie von Unbekannten in Brand gesetzt wurde, durch den roten Ford Thunderbird '57 ersetzt wird.

### Beatrice „Bea“ Travis
Bea ist als Sekretärin bei Tanna beschäftigt und jobbt auch als Tänzerin im Desert Inn. Sie hat eine Tochter (Julie, die in drei Folgen auftaucht), organisiert viel für Dan und ist eine wertvolle Hilfe bei weiblichen Klienten. Sie wird von Phyllis Davis dargestellt. Im Pilotfilm und frühen Folgen ist in kurzen Dialogen von zwei Kindern die Rede – dieses Konzept ist dann aber geändert worden.

### Bobby „Binzer“ Borso
Binzer (Bart Braverman) ist ein Kleinkrimineller, der Tanna beschatten sollte. Dabei konnte Tanna ihn überzeugen, diese Laufbahn aufzugeben und für ihn als Beobachter beziehungsweise Spitzel zu arbeiten. Binzer entwickelt sich zwar zu einem guten Freund und Beobachter, dennoch kann er schwierige Aufgaben nicht zur Zufriedenheit Tannas lösen. Meist ist er zu langsam oder lässt sich von Zielpersonen zu leicht beirren und beeinflussen. In der Folge Mordpoker wird er fast Opfer eines spielsüchtigen Bankiers (Leslie Nielsen), um ihn als Zeugen eines Mordes zum Schweigen zu bringen.

### Harlan Two Leaf
Two Leaf ist ein Indianer aus dem Apachen-Reservat vor Las Vegas. Er ist ein guter Freund von Tanna aus Vietnam. Durch seine Größe und Kraft wirkt er auf Tannas Gegner sehr Angst einflößend, was sich Dan oft auch für Leibwächterdienste zunutze macht. Nach dem Tod des Häuptlings Grauer Bär in Folge Rauchzeichen über dem Berg ist Two Leaf auch Häuptling seines Reservates geworden. Dargestellt wurde Two Leaf vom 1987 verstorbenen Schauspieler Will Sampson, der durch den Film Einer flog über das Kuckucksnest bekannt wurde.

### Sgt. Bella Archer
Polizistin Bella Archer (Naomi Stevens) ist die gute Seele im Las Vegas Metropolitan Police Department. Sie weist Tanna oft darauf hin, nicht zu viel Privateigentum bei seinen Ermittlungen zu zerstören, da er dies aus seiner eigenen Kasse wieder ersetzen muss. Darüber hinaus ist sie eine gute Informationsstelle für Tanna aus polizeilicher Sicht (Labor- und Obduktionsberichte).

### Lt. David „Dave“ Nelson
Lt. Nelson ist neben Bella ein weiterer guter Freund und Helfer der Polizei für Tanna. Er taucht nicht bei jedem Kriminalfall auf; er lebt mit seiner Mutter, seiner geschiedenen Schwester und deren zwei Kindern zusammen. In der Folge Auge um Auge werden er und seine Familie von einem Vater (Robert Loggia) bedroht, der sich für den Tod seines Sohnes rächen will. Gespielt wurde er von Greg Morris, bekannt auch als Barney Collier in der Serie Kobra, übernehmen Sie. Im Pilotfilm wurde Lt. Nelson noch mit dem Vornamen George angesprochen.

### Philip „Slick“ Roth
Dargestellt vom 2010 verstorbenen Hollywoodstar Tony Curtis, war Roth wie ein enger Freund von Dan Tanna. Er ist ein gutgelaunter Hotelbesitzer, der Tanna einige Aufträge zuschiebt, ohne dass viel Aufsehen erregt werden soll. In speziellen Fällen ist er für Dan eine gute Quelle für Hintergrundinformationen für bedeutende Klienten. Ein Running Gag ist meist ein plötzliches Zusammentreffen der beiden im Desert Inn, wobei Roth Tanna seine neue Errungenschaft oder sein neues Vorhaben (in ähnlicher Lässigkeit des Danny Wilde aus Die 2) präsentiert. In Folge Eine Art Sklavenhandel befreit Roth ihn sogar eigenhändig aus dem Haus der Mädchenhändler.

### Angie Turner
Angie ist eine junge Nachwuchstänzerin und vertritt Bea manchmal am Telefon. Sie wurde von Judy Landers als dummes Blondchen dargestellt, das oft einige Informationen missverstand oder durcheinanderbrachte. In der Folge Liebe hat ihre Opfer wird sie beinahe Opfer eines Vergewaltigers. Ihre Rolle war nur auf Staffel 1 beschränkt.

## Ausstrahlungsnotizen
Zwischen der Ausstrahlung des Pilotfilms und der ersten regulären Folge hatte Robert Urich einen Auftritt, in der Mediensprache „Crossover“ genannt, als Dan Tanna in einer in Las Vegas spielenden Episode der Serie Drei Engel für Charlie, die ebenfalls von Aaron Spelling produziert wurde.
Dauergaststar ist Hollywood-Legende Tony Curtis, der in 16 Folgen mitwirkt. Ursprünglich sollte Curtis nur in der Pilotfolge einen kurzen Auftritt haben, kam aber beim Publikum so gut an, dass daraus eine wiederkehrende Rolle wurde. Berichten zufolge soll Curtis für seine prägnanten Kurzauftritte exorbitante Gagen erhalten haben, die über denen von Robert Urich lagen.
In den Jahren 1980/81 wurden 27 Folgen der Serie im ZDF, inklusive des 74-minütigen Pilotfilmes, ausgestrahlt, Pro 7 zeigte 1989/90 die restlichen 42 Folgen. Vegas wurde von mehreren Sendern wiederholt, zuletzt von Anixe HD.

## Synchronisation
Die deutsche Synchronfassung entstand bei der Arena Synchron in Berlin. Für Dialogbuch und Dialogregie zeichneten Gert Günther Hoffmann, Harald Philipp, Frank Glaubrecht und Wolfgang Schick verantwortlich. Anfangs wurden 27 Folgen im Auftrag des ZDF (1980) und später weitere 42 Folgen für Pro7 (1989) synchronisiert.
| Rolle        | Schauspieler   | Synchronsprecher (ZDF) | Synchronsprecher (ProSieben) |
| ------------ | -------------- | ---------------------- | ---------------------------- |
| Dan Tanna    | Robert Urich   | Frank Glaubrecht       | Frank Glaubrecht             |
| Bea          | Phyllis Davis  | Ursula Heyer           | Monica Bielenstein           |
| Binzer       | Bart Braverman | Joachim Tennstedt      | Joachim Tennstedt            |
| Bella        | Naomi Stevens  | Inge Landgut           | Bettina Schön                |
| Angie Turner | Judy Landers   | Anita Kupsch           | Ilse Pagé                    |
| Two Leaf     | Will Sampson   | Edgar Ott              | Manfred Lehmann              |
| Lt. Nelson   | Greg Morris    | Peter Neusser          | Peter Neusser                |
| Philip Roth  | Tony Curtis    | Eckart Dux             | Eckart Dux                   |

## Veröffentlichungen
- In den Vereinigten Staaten erschienen alle drei Staffeln aufgeteilt in zwei Volumes vom 20. Oktober 2009 bis zum 14. August 2012. In Deutschland wurde die erste Staffel im Juli 2013 veröffentlicht. Im Oktober und November 2013 folgten die beiden weiteren Staffeln.

- In den 1960er bis 1980er Jahren war es üblich, dass die englische Spielzeug-Firma Corgi Toys, die durch den 007-Aston Martin bekannt geworden war, auch Fahrzeuge von US-Serien auf den Markt brachte. So entstand 1980 ein Modell des 57er Ford Thunderbirds in der Größe 1:36 und 1:60.